# 尚爵
尚爵（16世紀—16世紀），字宗韓、又字淑人，南直隸鳳陽府潁州人，明朝政治人物。

## 生平
尚爵個性和易簡淡，是嘉靖十年（1530年）的河南鄉試舉人，授掖縣知縣，當時學官在路上遺失玉器，向旅店索償，他得知旅店主人冤枉，適逢城隍廟修葺，他就祝告說：「不能抓拿真正得環者就代表沒有神。」停工三日後，得環者果然前來自首。之後他陞任永平通判，辭官後僻居村落，環境蕭然也自得其樂，曾在田園中挖出黃金，他卻掩起來不取，人稱長者。

## 引用
1. 1 2  乾隆《阜陽縣志·卷十三·人物二》：尚爵，字淑人，潁州人，嘉靖辛卯領河南鄉薦，授掖縣令，時有失環於道者，責償逆旅主人，爵白其冤；會葺城隍廟，爵祝曰：「不獲真得環者為無神。」輟工三日得環者果至自首。尋遷永平郡倅歸，灌園自得金，掩其封不取，僻居村落，環堵蕭然，晏如也，性和易簡淡，人稱長者。
2. ↑  乾隆《掖縣志·卷三》：尚爵，字淑人，潁州衛人，嘉靖辛卯舉於鄉，授掖令邑，學博道失環，責逆旅主人償，察其冤；會葺城隍廟，祝曰：「不燭真得環者為無神矣。」輟工三日，得環者果至，陞永平通判。